# Il pistolero dell'Utah
Il pistolero dell'Utah (Utah Blaine) è un film del 1957 diretto da Fred F. Sears.
È un film western statunitense con Rory Calhoun, Susan Cummings e Angela Stevens. È basato sul romanzo del 1954 Utah Blaine di Louis L'Amour.

## Produzione
Il film, diretto da Fred F. Sears su una sceneggiatura di Robert E. Kent con il soggetto di Louis L'Amour (autore del romanzo), fu prodotto da Sam Katzman per la Clover Productions e girato a Sonora.

## Distribuzione
Il film fu distribuito con il titolo Utah Blaine negli Stati Uniti dal 1º febbraio 1957 al cinema dalla Columbia Pictures. È stato distribuito anche in Italia con il titolo Il pistolero dell'Utah.